# Charles Boyer

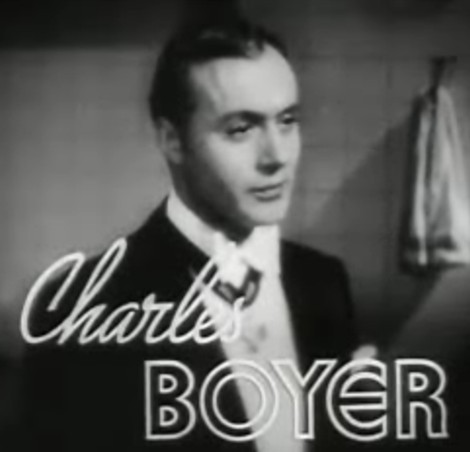

Charles Boyer (n. 28 august 1899, Figeac, Midi-Pyrénées, Franța – d. 26 august 1978, Phoenix, Arizona, SUA) a fost un actor francez ce a jucat în numeroase filme clasice hollywoodiene. 

## Filmografie
- 1932 F.P.1 (F.P.1 antwortet nicht), regia Karl Hartl
- 1937 Contesa Walewska (Conquest), regia Clarence Brown
- 1938	Veninul	(Orage), regia Marc Allégret
- 1948 Arcul de triumf
- 1956 Ocolul Pământului în 80 de zile (Around the World in Eighty Days), regia Michael Anderson
- 1962 Cei patru cavaleri ai apocalipsului (Four Horsemen of the Apocalypse), regia Vincente Minnelli
- 1966 Cum să furi un milion (How to Steal a Million), regia William Wyler
- 1966 Arde Parisul? (Paris brûle-t-il?), regia René Clément
- 1967 Desculț în parc (Barefoot in the Park), regia Gene Saks
- 1969 Nebuna din Chaillot (The Madwoman of Chaillot), regia Bryan Forbes
- 1973 Lost Horizon